# Rio Preto
Rio Preto là một đô thị thuộc bang Minas Gerais, Brasil. Đô thị này có diện tích 347,097 km², dân số năm 2007 là 5477 người, mật độ 15,8 người/km².